# YY Doradus
YY Doradus, o YY Dor, è una nova ricorrente situata nella Grande Nube di Magellano; nella volta celeste appare posizionata nella costellazione del Dorado.
La nova ricorrente appartiene alla sottoclasse U Sco che ha come caratteristica di avere come stelle secondarie delle nane rosse.

## Fenomenologia
Sotto l'azione dell'elevatissimo campo gravitazionale della nana bianca, masse di gas della stella compagna che hanno raggiunto il lobo di Roche vanno ad alimentare il disco d'accrescimento in orbita attorno alla nana bianca; al raggiungimento di una massa critica, cadono sulla sua superficie dove l'impatto con la superficie stellare provoca l'istantanea trasformazione dell'energia cinetica del gas in calore così intenso da innescare termicamente la fusione nucleare dell'idrogeno (runaway thermonuclear reaction in inglese), evento che dà origine al fenomeno della nova. Durante il culmine delle sue esplosioni espelle materia ad una velocità compresa tra i 7.000 e i 10.000 km/s. La caduta di luminosità dopo il picco dell'esplosione è molto rapida, dell'ordine di pochi giorni.

## Il sistema stellare di YY Doradus
Il sistema stellare di YY Doradus è costituito da un sistema stellare binario e da un disco di accrescimento. Il sistema stellare binario è costituito da una nana bianca, del tipo ONe (Ossigeno-Neon) e da una nana rossa: la notevole distanza dal Sistema solare non permette con gli attuali telescopi, anche spaziali, di conoscere i parametri fisici delle due stelle. Come per tutte le altre nove ricorrenti si può ritenere, con elevata attendibilità, che la nana bianca abbia un'elevata massa, dell'ordine di 1,35 M☉ o superiore e che la nana rossa possa anche essere una nana arancione. Parimenti non sono conosciuti i parametri fisici del disco di accrescimento, costituito da idrogeno, e della massa annua con cui viene alimentato dalla stella secondaria, tale massa dovrebbe essere dell'ordine del decimilionesimo di massa solare all'anno.

## Prima esplosione, 1937
La prima esplosione fu scoperta dall'astronoma statunitense Virginia McKibben nel 1941 in immagini d'archivio, per cui non è conosciuta con sicurezza la massima magnitudine apparente raggiunta e la data dell'esplosione; il sistema stellare raggiunse la 10,65a il 23 novembre 1937, corrispondente ad una magnitudine assoluta di -6,45M: l'esame delle immagini precedenti e successive della zona ove è situato il sistema porta ad indicare che l'esplosione dovrebbe essere avvenuta non oltre alcuni giorni prima del 23 novembre e che di conseguenza la magnitudine raggiunta non dovrebbe essere molto diversa da quella della data di scoperta.

## Seconda esplosione, 2004
La seconda esplosione fu scoperta il 20 ottobre 2004 dall'astronomo statunitense William Liller; al picco la magnitudine apparente raggiunse la magnitudine apparente di 10,8. Durante tale esplosione la materia espulsa raggiunse i 9.800 km/s.